# 谭瑛
谭瑛（1982年5月4日—），出生于上海市，身高1.77米，是一名已退役中华人民共和国壘球运动员，場上位置是游击以及三垒。她於1994年开始训练垒球，1998年入选上海市垒球队，2006年入选国家垒球集训队。曾跟隨中國隊奪得2006年亚运会第三名、世界锦标赛第四名。她也曾代表中国队参加2008年夏季奥林匹克运动会。退役後谭瑛出任上海市青少年训练管理中心棒垒球项目主管以及上海市青少年训练管理中心竞赛部副部长。